# 西洲站 (13号线)
西洲站是广州地铁13号线的在建车站，位于中国广东省广州市白云区增槎路江南二路口西侧。车站预计于2027年启用。

## 车站结构
西洲站为地下二层岛式站台车站，长229米，标准段宽20.7米，沿增槎路西侧南北向布置。

### 车站楼层
西洲站地面为车站各出入口，地下一层为站厅，地下二层为13号线站台。
| 地下一层 | 站厅                       | 售票機、客服中心、商店、警务室、安检设施 |  |  |
| 地下二层 | 2 站台                     | █13号线 朝阳方向（下站：西洲）           |  |  |
|          | 岛式站台（卫生间、母婴室） |                                          |  |  |
|          | 1 站台                     | █13号线 新沙方向（下站：松溪）           |  |  |

### 站台
本站设有一个岛式站台。

## 历史
本站主体结构于2021年7月封顶，以为相邻区间的双向四台盾构机始发提供条件。
本站规划和建设时被称为西洲站。2025年4月8日，12号线西段车站初定名称开始公示，位于本站北侧、工程名为“槎头站”的车站被命名为“西洲站”。预计本站正式站名将有修改。